# 11-Décyldocosane
Le 11-décyldocosane est un hydrocarbure de la famille des alcanes de formule brute C32H66. Il est l'isomère du dotriacontane.